# Lista de personalidades do Renascimento
Esta é uma lista de pessoas notáveis associadas com o Renascimento.

## Autores

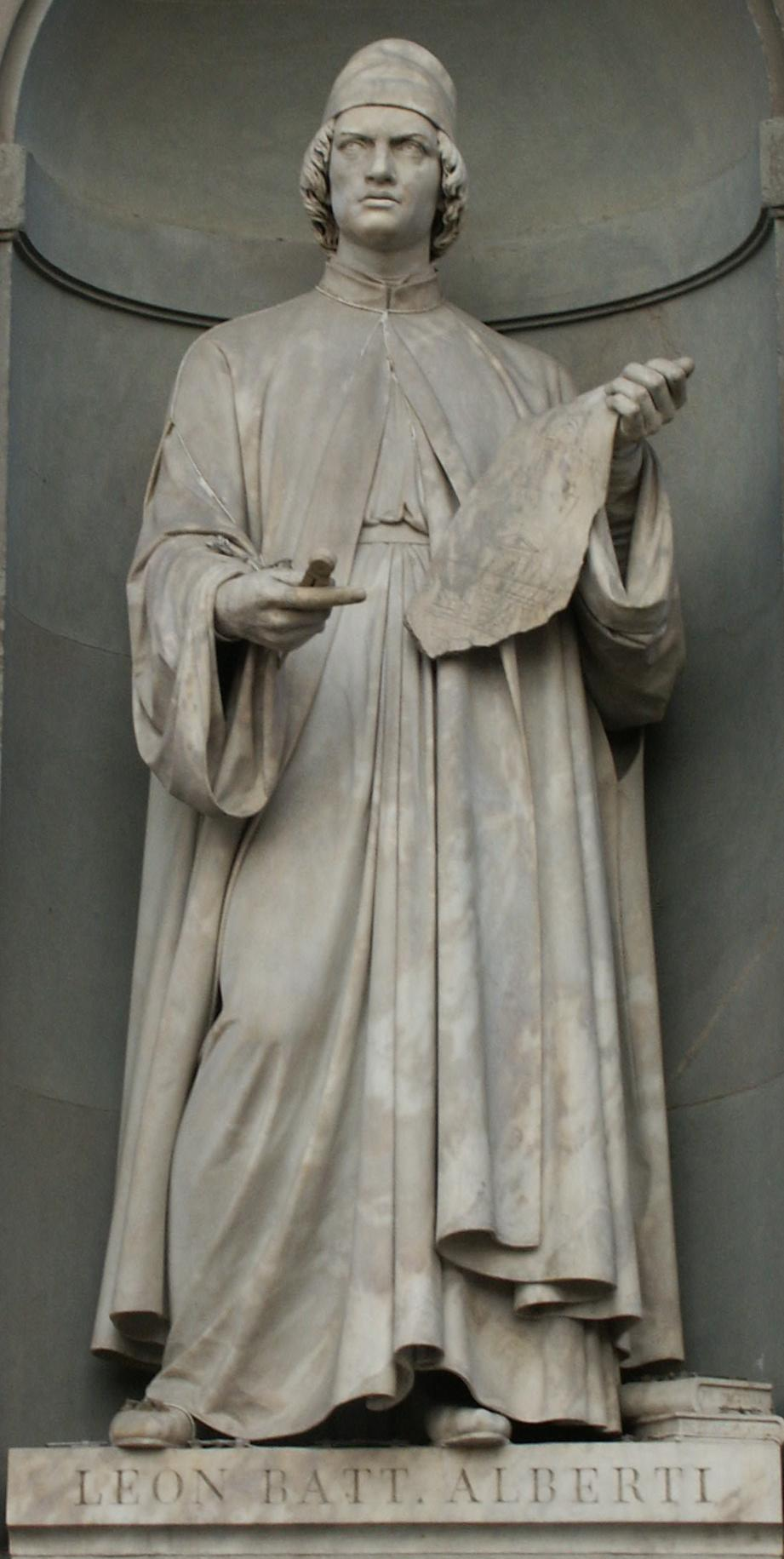
Leon Battista Alberti, típico "homem do Renascimento".

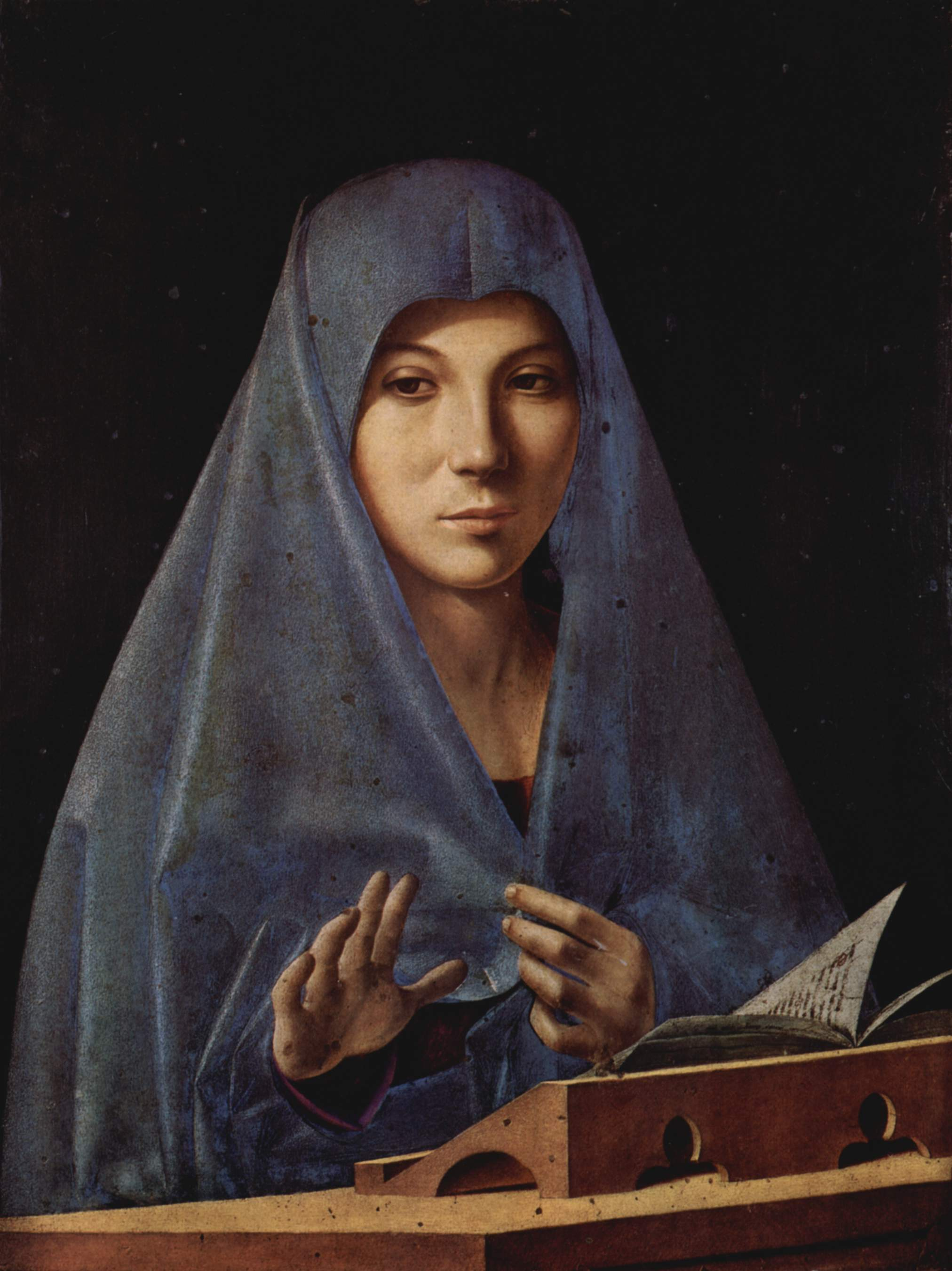
O Palermo Anunciação por Antonello da Messina.

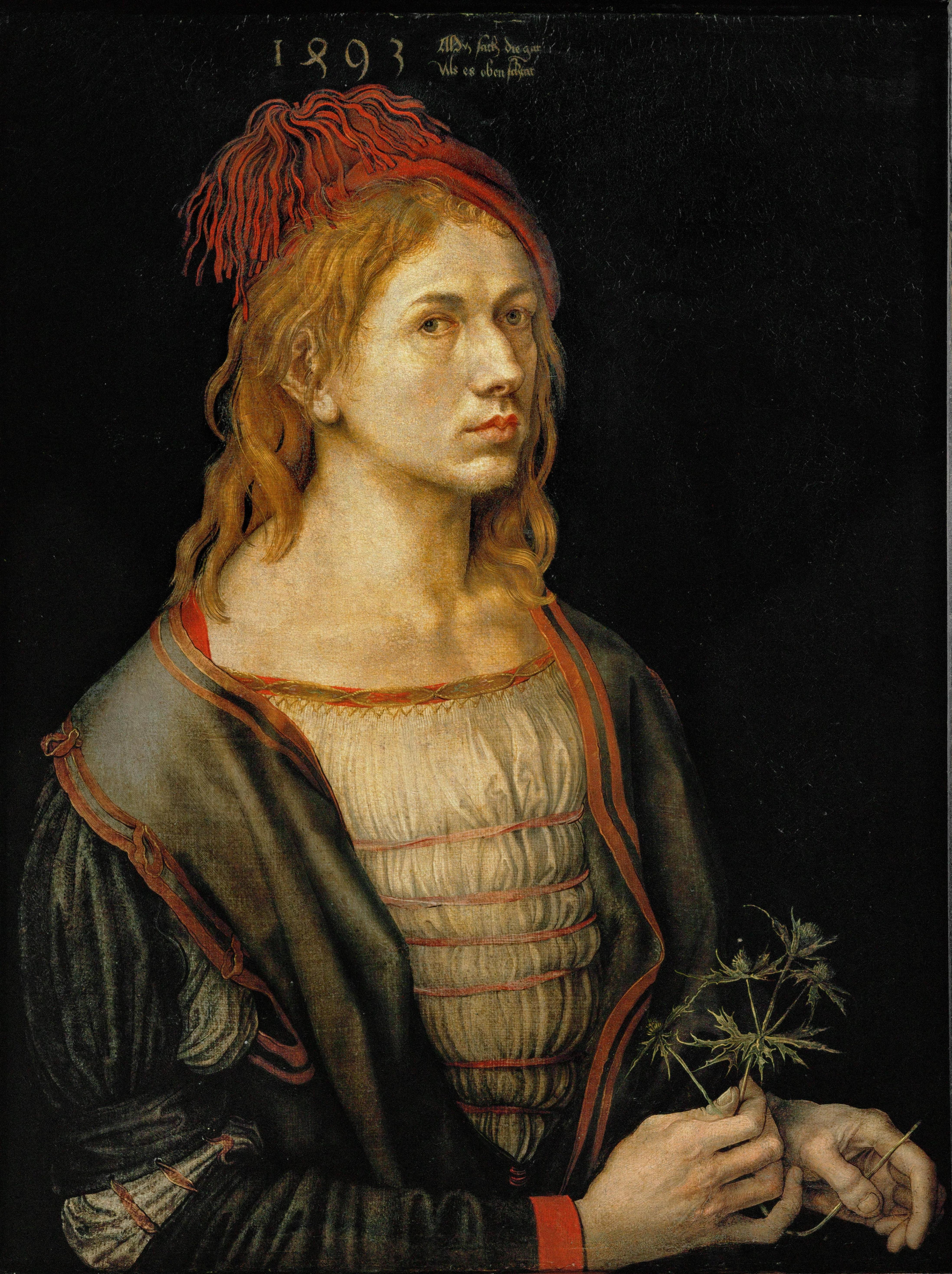
Albrecht Dürer.

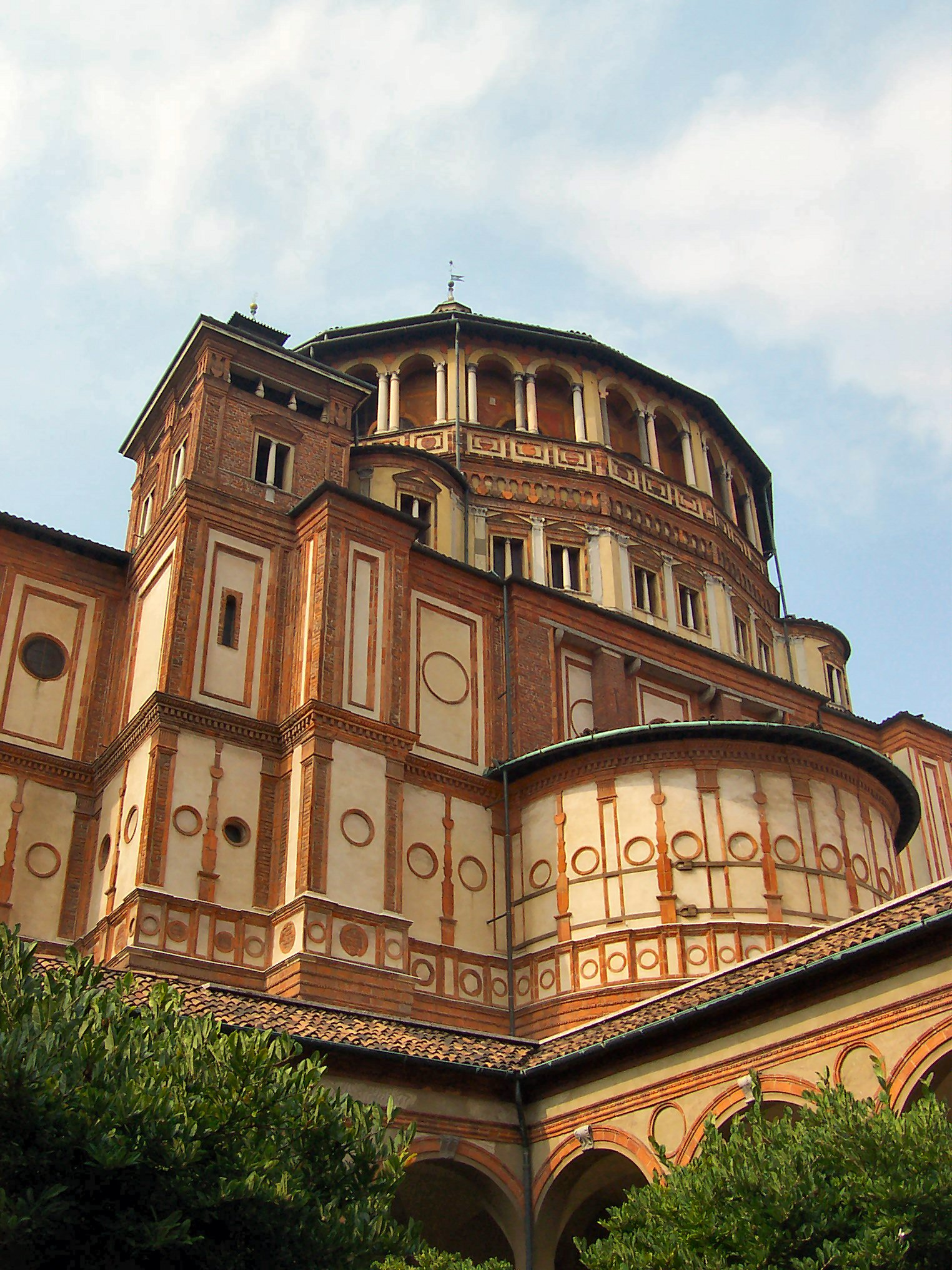
Abside de Santa Maria delle Grazie de Bramante, Milão.

- Andrea Alciato
- Mateo Alemán
- Ludovico Ariosto
- Agrippa d'Aubigné
- Jean-Antoine de Baïf
- Torquato Tasso
- William Shakespeare
- Collin Rose

## Artistas e arquitetos
- Leon Battista Alberti
- John Sir Michael Struck
- Antonello da Messina
- Gentile Bellini
- Giovanni Bellini
- Jacopo Bellini
- Benedykt from Sandomierz
- Bartolommeo Berrecci
- Giotto di Bondone
- Hieronymus Bosch
- Sandro Botticelli
- Donato Bramante
- Jean Bullant
- Agnolo Bronzino
- Pieter Brueghel, o Velho
- Palma il Vecchio
- Palma il Giovane
- Pieter Brueghel, o Jovem
- Jan Brueghel, o Velho
- Jan Brueghel, o Jovem
- Filippo Brunelleschi
- Androuet du Cerceau
- Jean Clouet
- François Clouet
- Philibert Delorme
- Donatello
- Albrecht Dürer
- Hans Dürer
- Jean Fouquet
- Rosso Fiorentino
- Francesco Fiorentino
- Piero della Francesca
- Marcus Gheeraerts
- Lorenzo Ghiberti
- Giorgione
- Giotto di Bondone
- George Gower
- Benozzo Gozzoli
- El Greco
- Jean Goujon
- Nicholas Hilliard
- Hans Holbein the Younger
- Inigo Jones
- Pierre Lescot
- Filippino Lippi
- Fra Filippo Lippi
- Andrea Mantegna
- Michelangelo
- Bernardo Morando
- Isaac Oliver
- Philibert de l'Orme
- Andrea Palladio
- Sebastiano del Piombo
- Bernard Palissy
- Germain Pilon
- Antonio Pisanello
- Jacone Puligo
- Giovanni Baptista di Quadro
- Raphael, Raffaello Sanzio
- Leonardo da Vinci
- Jan van Eyck
- Jan Polack
- Francesco Primaticcio
- Eberhard Rosemberger
- Stanislaw Samostrzelnik
- Sebastiano Serlio
- Il Sodoma
- Tintoretto
- Ticiano
- Paolo Veronese
- Rogier van der Weyden

- Andreas Vesalius

## Matemáticos

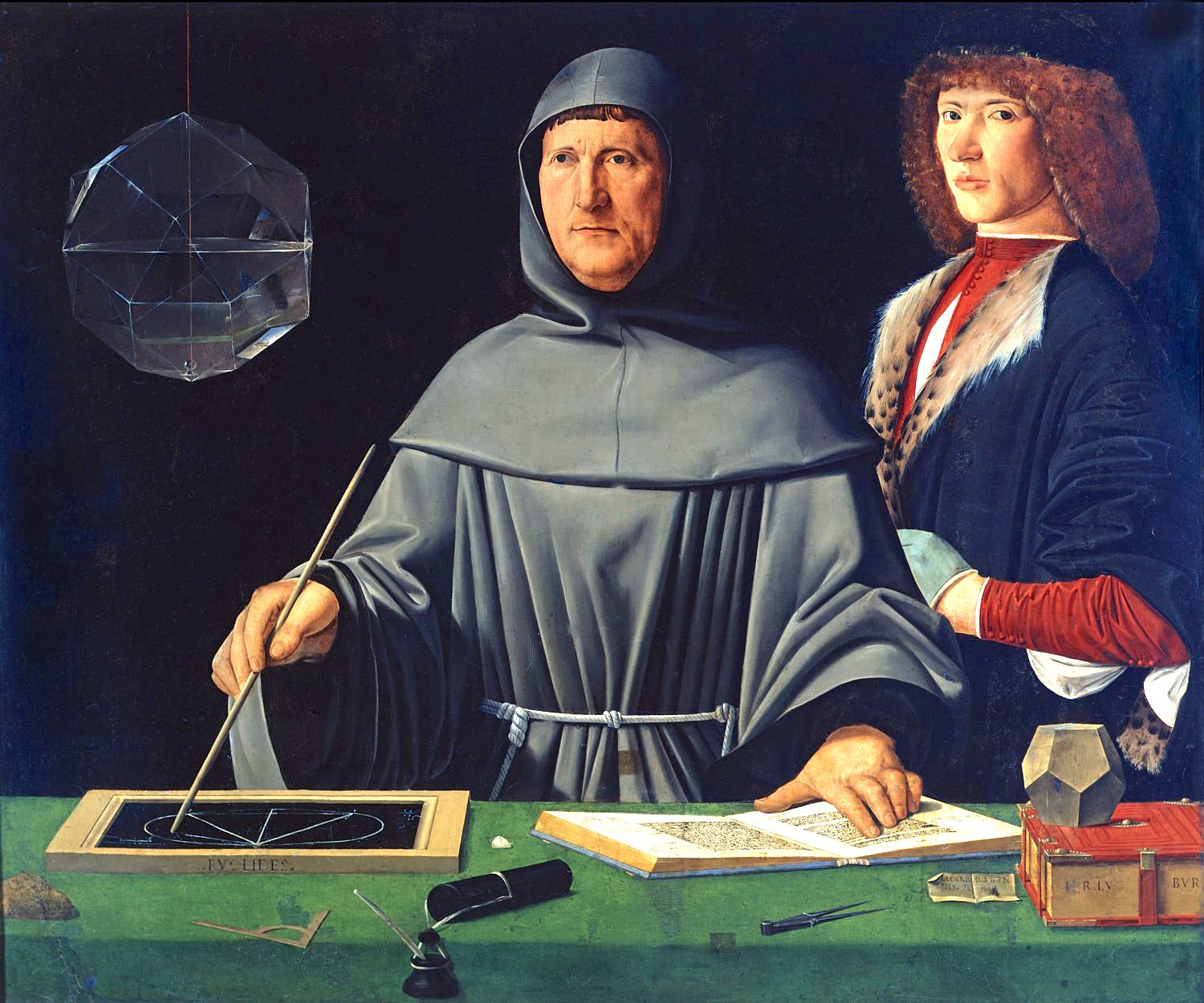
Luca Pacioli.

- Galileu Galilei
- Petrus Apianus
- François d'Aguilon
- Gerolamo Cardano
- Gemma Frisius
- Marin Getaldić
- Johannes Kepler
- Guidobaldo del Monte
- John Napier
- Pedro Nunes
- William Oughtred
- Luca Pacioli
- Robert Recorde
- Adam Ries
- Niccolò Fontana Tartaglia

## Filósofos

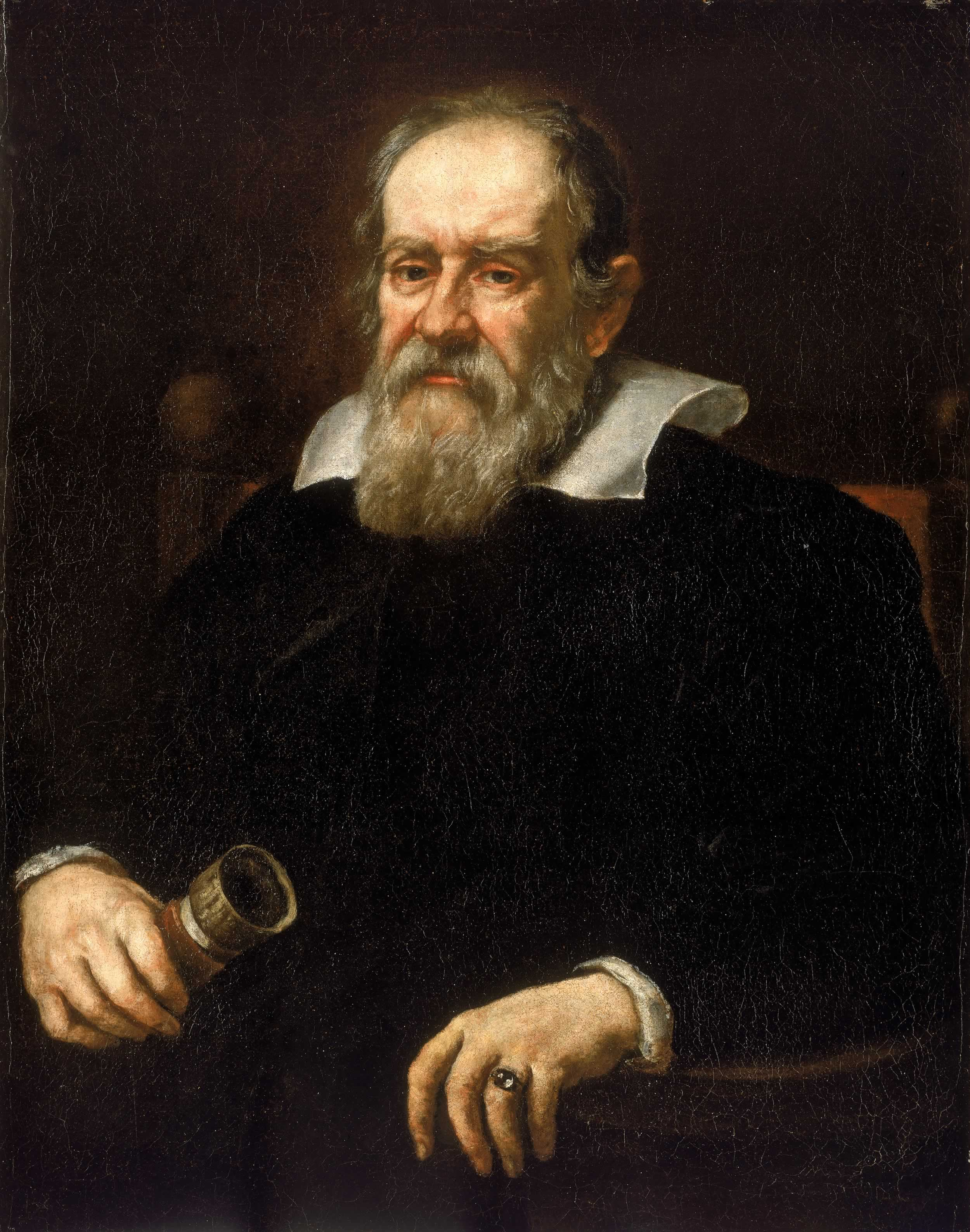
Galileo Galilei

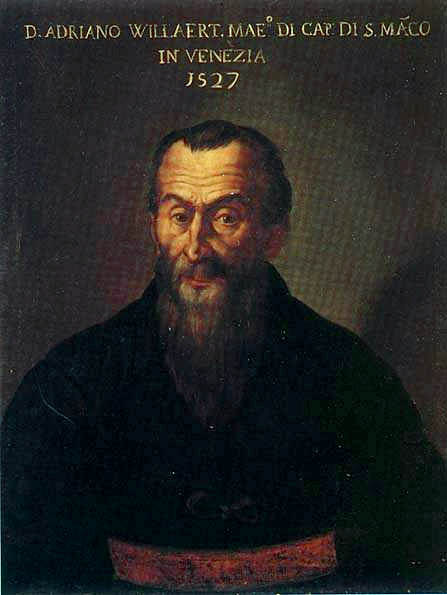
Adrian Willaert.

- Francis Bacon
- Giordano Bruno
- Nicolaus Copernicus
- Nicholas of Cusa
- René Descartes
- Marsilio Ficino
- Francesco Guicciardini
- Niccolò Machiavelli
- Pico della Mirandola
- Michel de Montaigne

## Compositores
- Gilles Binchois
- William Byrd
- Josquin Des Prez
- John Dowland
- Guillaume Dufay
- Vincenzo Galilei
- Heinrich Isaac
- Orlandus Lassus
- Claudio Monteverdi
- Jean Mouton
- Johannes Ockeghem
- Jacopo Peri
- Giovanni Pierluigi da Palestrina
- Thomas Tallis
- Tomás Luis de Victoria
- Adrian Willaert
- Sean Becker

## Dançarinos
- Domenico da Piacenza
- Fabritio Caroso
- Thoinot Arbeau

- Cesare Negri

## Exploradores e navegadores

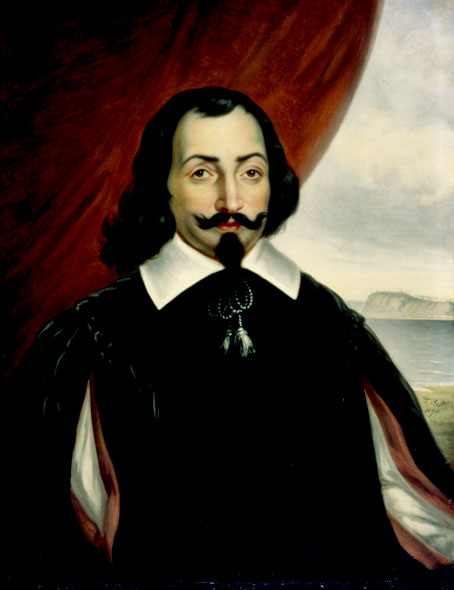
Samuel de Champlain.

- John Cabot
- Jacques Cartier
- Samuel de Champlain
- Christopher Columbus
- Hernán Cortés
- Bartolomeu Dias
- Francis Drake
- Vasco da Gama
- Ferdinand Magellan
- Francisco Pizarro
- Walter Raleigh

Cartógrafo
- Gerardus Mercator